# Jürgen Udolph

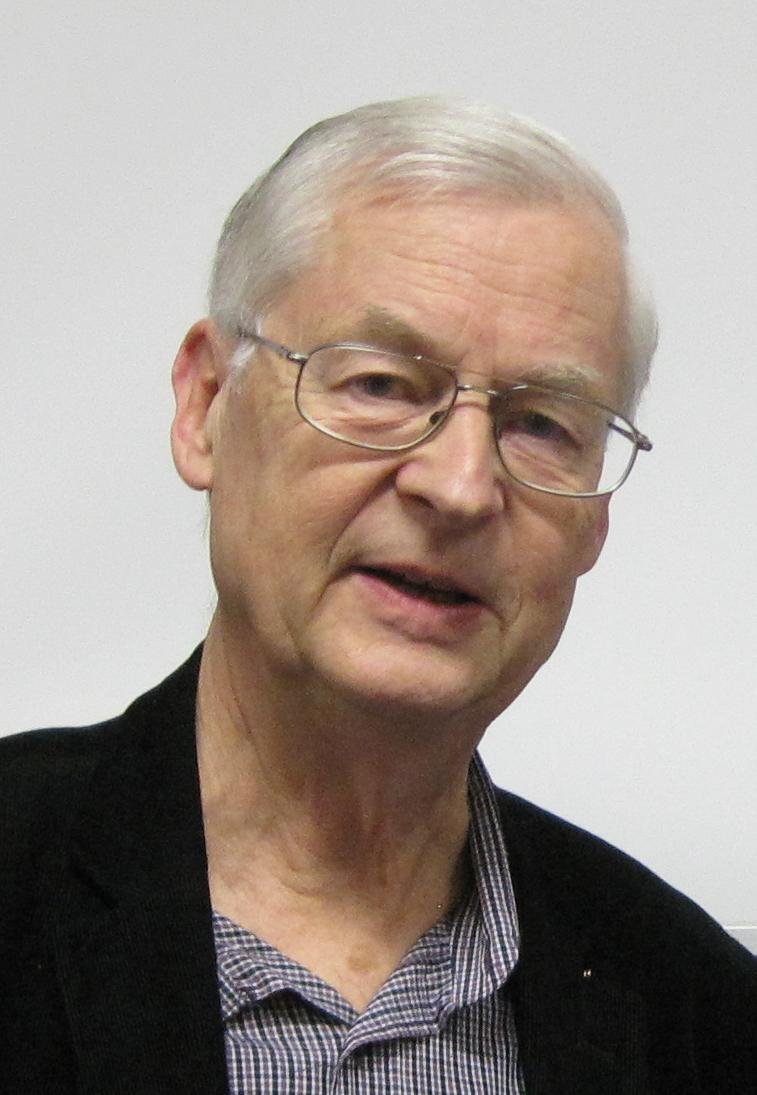
Jürgen Udolph (2012)

Jürgen Udolph (* 6. Februar 1943 in Berlin-Pankow) ist ein deutscher Onomastiker (Namenkundler). Er ist ehemaliger Professor an der Universität Leipzig.

## Leben
Udolph wuchs als Sohn eines Bürokaufmanns in Niedersachsen auf und machte sein Abitur 1962 am Gymnasium Andreanum in Hildesheim. Nach dem Wehrdienst studierte Udolph Slawistik, osteuropäische Geschichte, Finnougristik und Indogermanistik in Göttingen und Heidelberg. 1979 wurde er an der Universität Göttingen bei Wolfgang P. Schmid promoviert. Das Thema der Dissertation lautete Studien zu slavischen Gewässernamen und Gewässerbezeichnungen. Daher liegt auch hier das Hauptinteresse seiner weiteren Arbeit. 1990 habilitierte er dann mit der Arbeit Die Stellung der Gewässernamen Polens innerhalb der alteuropäischen Hydronymie. 2000 erhielt er den Ruf auf die Professur für Onomastik an der Universität Leipzig, wo er Leiter der Namenberatungsstelle der Gesellschaft für Namenkunde e. V. war. 2008 wurde er emeritiert.
An der Universität Münster leitete er die Arbeitsstelle Ortsnamen, die als Langzeitprojekt Ortsnamen zwischen Rhein und Elbe – Onomastik im europäischen Raum die Ortsnamen in diesem Gebiet erfasst und erklärt hat. Die Akademie der Wissenschaften zu Göttingen wählte Udolph in der Sitzung vom 27. Januar 2006 zum korrespondierenden Mitglied der Philologisch-Historischen Klasse.
Seit März 2011 steht Udolph dem eigenen Prof. Udolph – Zentrum für Namenforschung in Leipzig vor.
Von 1999 bis 2011 hatte Udolph eine Sendung bei Radio Eins in Berlin; seine Rubrik hieß Numen Nomen Namen. 2005 folgte eine Sendung bei Stern TV. Im September 2005 erschien in Zusammenarbeit mit Sebastian Fitzek das Buch Professor Udolphs Buch der Namen beim Verlag C. Bertelsmann. Seit 2006 moderiert er beim Radiosender NDR 1 Niedersachsen eine Sendung mit dem Titel Der Namenforscher. Im gleichen Jahr hatte er zwei Sendungen beim ZDF Deutschland – Deine Namen und eine Sendung bei Johannes B. Kerner, die 2007 ein zweites Mal ausgestrahlt wurde.
Seit 2. Januar 2008 erklärt er in SWR1 Rheinland-Pfalz Familiennamen. Im SWR Fernsehen Rheinland-Pfalz ist er in der Sendung Namenforscher zu sehen, hier ist er mit Moderator Jens Hübschen in einem Ort des Sendegebietes unterwegs und erklärt die Herkunft von Orts- und Familiennamen.
Anlässlich der Landesgartenschau Oranienburg 2009 führten die Stadt, der Veranstalter und Jürgen Udolph mit seinem Team eine gemeinsame Forschungsstudie durch, die über die Herkunft, Verbreitung und Häufung sowie Bedeutung von Einwohnernachnamen der Stadt Auskunft gibt. Anliegen ist die Verdeutlichung von Toleranz und Weltoffenheit in der Geschichte und Gegenwart Oranienburgs. Seit 2011 strahlt Antenne Brandenburg die Sendung Examen für Namen aus.
Von Fachkollegen ist Udolphs Arbeit zum Teil scharf kritisiert worden. Harald Bichlmeier listete 2013 in einem Fachaufsatz ausführlich mutmaßliche fachliche Fehler auf. Insbesondere warf er Udolph vor, in Bezug auf indogermanische Phonologie und Morphologie auf dem Forschungsstand der Zwischenkriegszeit zu operieren, die mittlerweile akzeptierte Laryngaltheorie weitgehend zu ignorieren und bei seinen Namensdeutungen willkürlich Ablautstufen anzusetzen. Das von ihm und Mitstreitern umfangreich zusammengetragene Material der Gewässernamen werde in der Fachwelt ignoriert, da es bisher nicht auf dem aktuellen Stand der Indogermanistik gedeutet worden sei.
Mit dem Titel Namenkunde gibt es auf MDR Sachsen eine weitere Sendung mit ihm.

### Privat
Udolph ist seit 1971 verheiratet und hat vier Kinder. Er ist seit 1964 Mitglied des Wingolf in Göttingen und in Heidelberg.

## Schriften (Auswahl)
chronologisch
- Studien zu slavischen Gewässernamen und Gewässerbezeichnungen. Ein Beitrag zur Frage nach der Urheimat der Slaven. Winter, Heidelberg 1979, ISBN 3-533-02818-6 (zugleich Dissertation Universität Göttingen 1979).
- Zuflüsse zur unteren Elbe. Von Seege und Stecknitz bis zur Mündung. Band 16 der Hydronymia Germaniae. Steiner, Stuttgart 1990, ISBN 3-515-05741-2.
- Die Stellung der Gewässernamen Polens innerhalb der alteuropäischen Hydronymie. Winter, Göttingen 1990, ISBN 3-533-04326-6.
- Namenkundliche Studien zum Germanenproblem. (= Reallexikon der Germanischen Altertumskunde – Ergänzungsbände Band 9.) Walter de Gruyter, Berlin / New York 1994, ISBN 3-11-014138-8.
- Ostern, Geschichte eines Wortes. Winter, Heidelberg 1999, ISBN 3-8253-0866-9.
- Völkernamen, Ländernamen, Landschaftsnamen. Protokoll der Tagung im Herbst 2003. Universitätsverlag, Leipzig 2003, ISBN 3-937209-20-4 (u. a. mit Ernst Eichler und Heinrich Tiefenbach).
- mit Sebastian Fitzek: Professor Udolphs Buch der Namen. Woher sie kommen, was sie bedeuten. Bertelsmann, München 2005, ISBN 3-570-00879-7 (2007 als Taschenbuch bei Goldmann München, ISBN 978-3-442-15428-9).
- Die Ortsnamen Hall, Halle, Hallein, Hallstatt und das Salz. Bielefeld 2014, ISBN 978-3-89534-866-2.
- Martinus Luder – Eleutherius – Martin Luther. Warum änderte Martin Luther seinen Namen? (Indogermanische Bibliothek. Dritte Reihe: Untersuchungen), Universitätsverlag Winter, Heidelberg 2016, ISBN 978-3-8253-6640-7, OCLC 957715434.